# 添田詩織
添田 詩織（そえだ しおり、1989年3月11日 - ）は、日本の音楽家、政治家。大阪府泉南市議会議員。

## 概要
大阪府泉南市出身、大阪府立佐野高等学校卒業、関西大学政策創造学部卒業。
父親は元大阪府警察の刑事。
学生時代には湘南乃風などのバックダンサーをして、身体にはタトゥーが入っている。大学卒業後に外資系商社に就職して、24歳より飲食店経営を行いDJ活動も本格的に始める。
2020年10月に泉南市議会議員に当選。
北朝鮮拉致問題の解決を促進する大阪地方議員連絡会でも活動する。2021年12月9日の泉南市の市議会定例会では市長をはじめとした部長級以上の幹部15人と議員のほぼ全てがブルーリボンバッジを着用していた。このバッジは添田が北朝鮮人権侵害問題啓発週間に職員や市議らに着用してもらうために手作りしていたものであった。
ウイグルを応援する全国地方議員の会の代表理事を務める。2022年4月には大阪ミナミでウイグルの問題について街宣活動をする。そこでは今では日本では良い服をすごく安く買えているが、それはウイグル人を強制労働させることで作られた製品かもしれないことを主張する。
2022年7月の泉南市議会定例会で、泉南市の国際交流員について問題発言をする。国際交流員とは役所や公立学校で通訳や異文化交流の授業を受け持つ任期付職員。泉南市には4人の国際交流員がいたのだが、このうちの1人は中国籍であった。このことについて添田は議会で中国籍の人が就いているのはありえず怖いと言う声をいただいていると発言した。それからの質疑では、中国の国家情報法という自国民や企業に諜報活動への協力を課す法律に触れて、中国籍の人は中国政府から依頼されればスパイ行為をしなければならなくなるということを指摘した。これに対して泉南市議会では添田のこの発言は中国人に対しての差別的な発言であるとして、7月26日には謝罪と反省を求める決議が行われ全会一致で可決された。これに対して添田は反発して、9月には決議は無効で名誉毀損であると主張して決議内容を掲載した議会広報誌の配布指し止めを求める仮処分を大阪地方裁判所に申し立てるものの、9月26日に請求は却下される。
2022年沖縄県知事選挙の選挙期間中である8月29日に、玉城デニーは沖縄を中国の属国にしようと思っており、ウイグルやモンゴルやチベットのように日本民族は強制収用所に入れられて虐殺されるということを自らのTwitterに投稿した。これに対して市民団体は9月22日に、ヘイトスピーチやヘイトクライムを誘発するもので公職選挙法違反であるとして泉南警察署に告発状を提出して受理される。このことに対して、ほんこんが自身のYouTubeチャンネルで告発者が玉城デニー本人ではないということを指摘して疑問を投げかければ、添田を擁護する言説が広まる。
2023年1月下旬には大阪府や大阪市が後援する春節祭が開催されたが、これの協賛企業は近鉄百貨店以外は中国系企業ばかりであった。その中には中国系企業であるトライハードジャパンも名を連ねている。トライハードジャパンは泉南ロングパークというレクリエーション施設でのイベントをほぼ一手に引き受けている。添田はこのようになっていることは多額の公金が地元に還元されることなく中国系企業にダダ漏れしている状態であると指摘する。
2023年8月に大阪で行われた「MUSIC CIRCUS’23」でDJ SODAが観客からセクハラ被害を受けたことに対して、添田は性被害はいけないと主張したが、軽犯罪法第1条第20号では身体を露出した者を罰すると規定されていることを説明。公然わいせつ罪では、わいせつな行為とは刺激や興奮させる行為も含まれており、みだりに露出することも問題であると述べる。